# Les fogueres del Pertús
Les fogueres del Pertús, diari de l'evacuació de Catalunya és un llibre escrit per Àlvar d'Orriols, l'any 1939, en què narra de manera àgil i planera la llarga marxa a l'exili, des de Barcelona fins a França, que va patir el mateix autor, així com moltes altres persones i famílies. El llibre, que a més està il·lustrat per nombrosos dibuixos fets per Orriols mateix, és un diari en què s'expliquen anècdotes, vivències, sentiments, emocions… que situen el lector dins d'un malaurat episodi de la nostra història en el qual amb reflexions, diàlegs, narracions… es fa una crònica —escrita i il·lustrada— d'un llarg i tortuós camí: l'exili.
Aquest llibre vol fer una aportació més a la recuperació de la memòria històrica i, alhora, retre un petit homenatge i reconeixement a la figura d'Àlvar d'Orriols com un personatge il·lustre en la cultura i l'art del nostre país, així com destacar-ne la implicació amb la justícia, la llibertat i la democràcia que, en tot moment, va fer ben palès al llarg de la seva vida, i que no ha estat del tot reconeguda.
Les fogueres del Pertús, a més, ha estat assignat de lectura recomanada en els instituts de França, en la seva versió i traducció francesa. 